# UTC-12

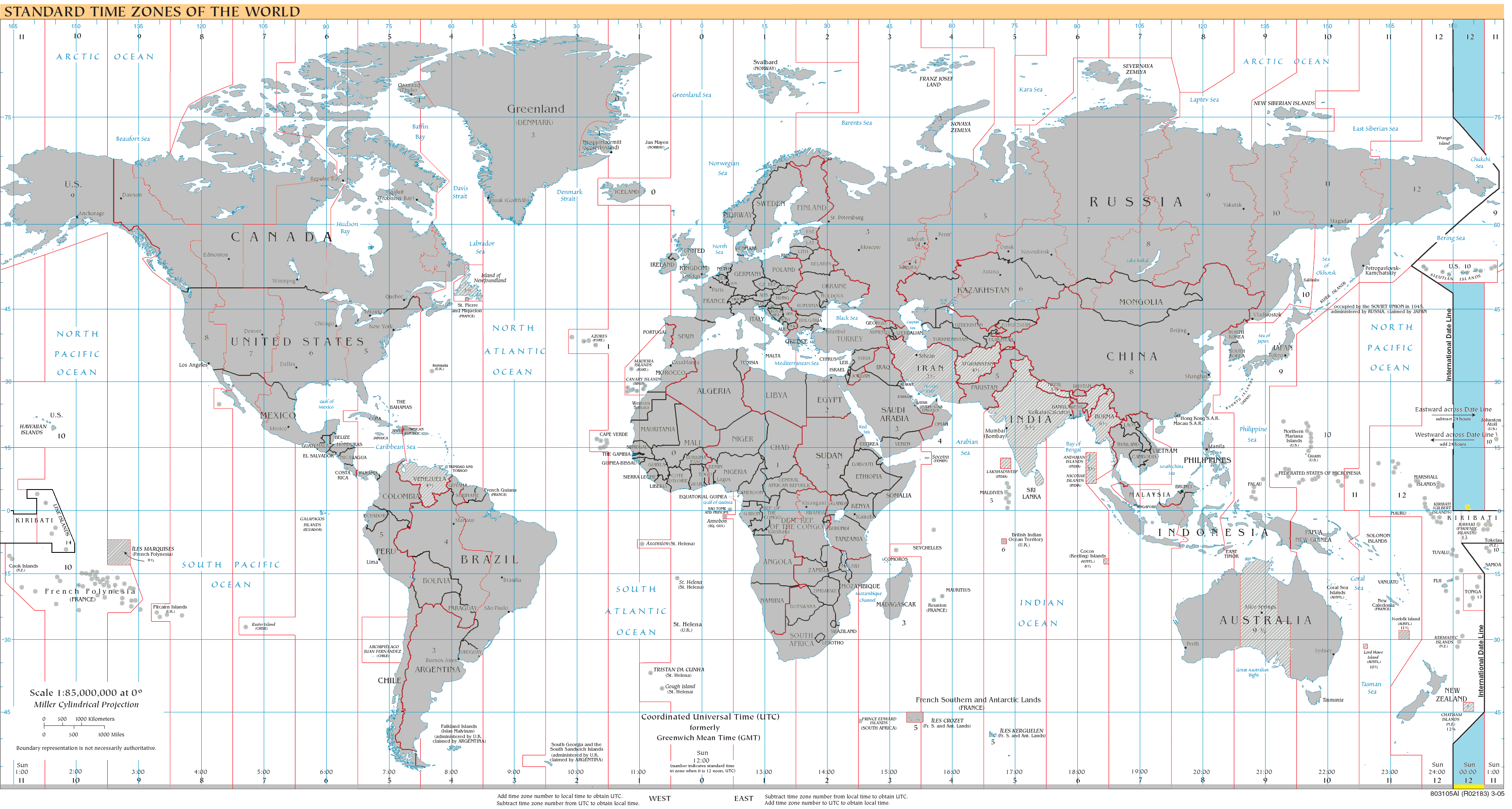
UTC-12: 濃黄-通年適用、水色-海域

UTC-12とは、協定世界時を12時間遅らせた標準時である。
世界で最も西の標準時であり、地球上で最も遅く新しい1日が始まる。このため、これによる締め切り等の日時を Anywhere on Earth (AoE、またはAOEとも) と表記することがよくある。
UTC+12と同じ時刻だが、日付が1日遅れる。

## 該当地域
現在この地域に定住する住民はいない。

## 歴史
アメリカ合衆国領であるハウランド島とベーカー島ではこの時間帯を用いるが、ともに現在は無人島である。
マーシャル諸島のクェゼリン環礁・エニウェトク環礁・ビキニ環礁にある米軍基地ではかつて UTC-12 を用いていた。アメリカ大陸と同じ暦日を持つためである。1993年8月21日にクェゼリンは24時間進めて UTC+12 となった。